# Livets Dans
|  | Denne artikel er oprettet af botten PalnaBot ud fra en ekstern database. Den kan derfor have sproglige fejl eller mangler. Denne skabelon kan fjernes efter kontrol af indholdet. |

Livets Dans er en film instrueret af Flemming Brantbjerg.

## Handling
En fortælling om bevægelsen i bevægelsen. Det enkleste enkle, der ved sin gentagelse skaber det mest komplicerede, det mest rodede, det mest ordnede. Et minimalistisk billeddigt, der ved sit krav om opmærksom overgivelse giver mulighed for at finde mange forskellige bevægeformer og mønstre i et billede, der tilsyneladende er ens i lange perioder.